# 무임소장관
무임소장관(無任所長官)은 국무위원으로 내각을 구성하는 일원이면서도 정부의 특정한 행정 업무를 담당하지 않는 장관이다. 따라서 행정자치부 장관의 행정자치부, 국가안전처 장관의 등과 같이 소속된 정부 부처(부서)가 없다.

## 대한민국
대한민국에서는 정부수립 초기부터 설치되어 제1공화국과 제2공화국에서는 무임소국무위원으로, 제3공화국부터는 무임소장관으로 존속하다가 제5공화국 시기에 정무장관으로 개칭되었다. 본래는 별도의 장관실 설치 규정이 없었는데, 1970년 8월 3일자로 무임소장관실(無任所長官室)의 설치 근거가 마련되어 1981년 4월 8일까지 유지되다가 장관 명칭 개칭에 맞춰 정무장관실로 개편되었다. 1998년 2월 28일에 정무장관 제도가 폐지되었는데, 이명박 정부 시기인 2008년 2월 29일에 그 기능이 부활하여 특임장관(特任長官)이라고 불렸다가 2013년 폐지되었다.

## 일본
일본에서 무임소대신(無任所大臣)은, 내각총리대신과 각 성의 대신이 담당하지 않는 사무를 집행하는 국무대신이다. 광의의 무임소대신은 각 성 대신 이외의 대신을 가리키며, 이에는 내각관방장관·국가공안위원회 위원장·내각부 특명담당대신도 포함되지만, 협의로는 이들을 제하여, 어떠한 행정기관도 관장하지 않는 대신을 지칭한다. 이 말은 공식적인 법률용어는 아니며, 통칭 또는 학문상의 호칭에 머물고 있다. 광의의 무임소대신에 대응되는 말로는 《주임대신》(主任の大臣)이 있다.
제국헌법 하의 내각관제(명치 22년 칙령 제135호) 제 10조에서는 《각 성 대신 외에 특지에 의하여 국무대신으로서 내각원에 참렬시키는 것도 있어야 할 것이라》(各省大臣ノ外特旨ニ依リ国務大臣トシテ内閣員ニ列セシメラルヽコトアルヘシ)고 규정하고 있는데, 이 규정에 의하여 무임소대신을 두었다. 하지만 여기서 말하는 《국무대신》이란 정식 관명은 아니다. 제국헌법에서 국무대신이란 각 성 대신(내각총리대신 포함)의 총칭으로써 사용된 것으로, 현행 헌법 하에서 이루어지는 것과 같이, 우선 국무대신으로서 임명되고 나서 각 성 대신에 임명되는 형식은 아니었다. 그리하여 이 내각관제 제 10조에서 말하는 《국무대신으로서》란 내각구성원인 각 성의 대신과 동등한 지위로 된다는 것을 의미하는데서 그쳤으며, 국무대신이라는 명칭의 관직을 맡게 됨을 의미하지는 않았다.
그리하여, 예를 들자면 추밀원의장직에 있는 자는 추밀원의장이라는 관직의 자격을 가진 상태에서 《특별히 내각에 참렬시킨다》(特ニ内閣ニ列セラル)라는 칙서를 받은데 의해 내각의 구성원(각료)으로 되는 형식으로 실제 임명이 이루어졌지, 《국무대신에 임명한다》는 발령이 행해진 것은 아니다. 이러한 발령에 의해 각료가 된 자에 대해서는 내각의 종반에 참여했다는 의미로 《반열》(班列)이라고 부르는 것이 관례였다.
관직을 가지지 않은 자(이른바 민간인)가 반열로 되는 경우는 없었기 때문에 형식적으로도 지장은 없었지만, 제도를 엄격히 규정하게 되어 《내각관제 제10조의 규정에 의하여 국무대신으로서 내각원에 참렬된 자에 관한 건》(内閣官制第十条ノ規定ニ依リ国務大臣トシテ内閣員ニ列セシメラルル者ニ関スル件)(소화 15년 칙령 제843호)이 제정되어, 1940년 12월 6일부터는 《임국무대신》(任国務大臣)으로 발령이 행해지게 되었다. 이로부터 반열이라고 칭하는 일은 없어졌다.
현행헌법 하에서는 《내각법》(소화 22년 법률 제5호)이 무임소대신에 관한 규정을 계승하였다.
내각법 제 3조 1항에는 《각 대신은 별도로 법률에 정해진 바에 의하여, 주임의 대신으로서 행정사무를 분담관리한다》(各大臣は、別に法律の定めるところにより、主任の大臣として、行政事務を分担管理する)라고 정해져 있지만, 이어지는 제2항에서 《전항의 규정은 행정사무를 분담관리하지 않는 대신이 존재하는 것을 막지는 아니한다》(前項の規定は、行政事務を分担管理しない大臣の存することを妨げるものではない)라고 하여, 무임소대신을 두는 것을 인정하였다. 다만, 이러한 대신을 정식으로 어떻게 호칭하는가의 규정이 없기 때문에, 《무임소대신》이란 용어는 통칭·속칭으로 취급되고 있다.
이 경우, 유임소인지 무임소인지의 구별은 《분담관리》라는 용어의 유무로 하는데, 이 내각법의 규정을 받은 내각부설치법·국가행정조직법에서는 각 성 대신이 행정사무를 《분담관리한다》고 명기하고 있는 반면, 광의의 무임소대신에 속하는 내각관방장관·국가공안위원회 위원장·내각부특명담당대신에 대해서는 관계법령에 《분담관리》를 한다고 쓰여있지 않으므로 법령 분야에서는 이들 3개 직위를 무임소대신으로 해석한다. 한편, 학술적으로는 《분담관리》의 말의 유무에 관계없이, 일정한 조직의 책무를 담당하고 있는 실태에 주목하여 3개 직위를 무임소대신으로는 여기지 않는 견해도 있다.